# GET WILD SONG MAFIA
『GET WILD SONG MAFIA』（ゲット・ワイルド・ソング・マフィア）は、TM NETWORKのシングル「Get Wild」の発売30周年を記念した企画コンピレーション・アルバム。2017年4月5日発売。

## 概要
発売から30周年を記念してリリースされる楽曲「Get Wild」のみをコンパイルした内容で、CD全4枚組で36曲に及び別テイクやリアレンジ、カバー音源などを網羅している。
mu-moショップでの予約購入者には特典として「GET WILD 2016 TK LIVE @YOKOHAMA ARENA MIX」のライブ音源が入ったオリジナルCDが付属した。

## 解説
原曲版・「GET WILD '89」のEpic Records時代、「GET WILD DECADE RUN」のTRUE KiSS DiSC時代、Rojam Entertainment時代、R and C時代、現在のavexとレーベルの垣根を越えたコレクションアルバムで、SMEが版権を持っている収録曲に限られた『ALL the “Get Wild” ALBUM』よりも遥かに充実した内容になっている。
しかしながら本作にも『ALL the “Get Wild” ALBUM』双方とも未収録バージョンがあり「キヲクトキロク」(R and C)に収録されている「Get Wild (Live from 2001 RENDEZVOUS IN SPACE)」と「GET WILD DECADE RUN (’99 Version)」の2曲が今回も収録を見送られた。
また『ALL the “Get Wild” ALBUM』には収録、本作には未収録としては、「GET WILD DECADE RUN (112 CLUB MIX)」と「Get Wild (VER.0)」の2曲があり、計4曲が未収録。
当初は『GET WILD Thanks 30th Anniversary アルバム』という仮題で、CD全3枚組で33曲収録とアナウンスされた。
mu-moショップ先着限定で1曲入りオリジナル特典CDが付属した。収録内容は横浜アリーナで開催されたThe Chemical Brothersによるイベント【Rockwell Sirkus】にて小室哲哉が日向大介と共演した2016年10月12日のライブ音源「GET WILD 2016 TK LIVE ＠YOKOHAMA ARENA MIX」である。
発売日当日にDisc2の8曲目に収録されている「Get Wild 2014 （“30th 1984〜 QUIT30” Version）」がDisc3の2曲目にも誤って重複収録され、本来収録予定であった「Get Wild 2015 -HUGE DATA-」が未収録だった事が発覚した。このためDisc3を良品交換するとアナウンスし、2017年4月12日から順次発送すると発表した。
タイトルの「MAFIA」は、暴力的なほど、「Get Wild」を36曲収録したことに由来する。
封入されるブックレットには、メンバーのインタビューのほか、作詞担当の小室みつ子とのインタビュー、『シティーハンター』作者の北条司と小室哲哉のインタビュー、藤井徹貫、ふくりゅうのライナーノーツが掲載されている。
『サウンド&レコーディング・マガジン』2017年6月号のインタビューによると、小室哲哉はこのアルバムはエイベックスのスタッフからの企画であり、自分たちTM NETWORKから企画したことではないということ、「Get Wild」はいくらいじっても壊れない曲であること、木根尚登はTM NETWORKのブランドがあるのは「Get Wild」のおかげであること、宇都宮隆は自分がレコーディングしたのは1・2回なのに、こんなにバージョンがあるのかと改めて驚いたということ、このアルバムが楽曲の追悼企画のようであるとそれぞれ答えている。
本作リリース後も宇都宮隆ソロのバンドアレンジバージョンの「GET WILD PANDEMIC」、木根尚登ソロのアコースティックピアノバージョン、2020年リリースのベスト盤「Gift from Fanks M」ではじめて収録された「GET WILD '89」のプロトタイプバージョンとなる「7inch Version」をはじめ、他アーティストによるカバーなど、続々とバージョンが増えている。

## 記録
デイリーCDアルバムランキング(2017年4月4日付)で1位を獲得。また、週間CDアルバムランキングでは4位(2017年4月17日付)、8位(2017年4月24日付)を獲得。
TM NETWORK（TMN名義含む）のアルバムTOP5入りは、1996年12月23日付で記録した『TIME CAPSULE～All The singles～』（最高3位）以来20年4ヶ月ぶり。
20年以上のインターバルを経てアルバムTOP5入りを果たしたグループは、キャロル（27年8ヶ月）、レッド・ツェッペリン（23年9ヶ月）、クイーン（23年6ヶ月）、ABBA（20年10ヶ月）に次ぎ、史上5組目となった。
本作は、「トップ100にチャートインしたCDアルバムに収録された同一曲のバージョン、リミックスの最多数」でギネス世界記録に認定され、第10回CDショップ大賞2018のリビジテッド賞を受賞した。
本作収録の小室哲哉による配信シングルGET WILD (2017 TK REMIX)は当時Spotify VIRAL TOP 50 JAPAN 1位を獲得した。

## GET WILD SONG MAFIA - 収録曲
※レーベル枠一覧
- ※ E … Epic Records Japan
- ※ S … Sony Music Associated Records（TRUE KiSS DiSC）
- ※ R … Rojam Entertainment
- ※ Y … R and C
- ※ A … avex trax

| 全作曲: 小室哲哉。 |                                                                 |                      |            |                  |      |
| #                  | タイトル                                                        | 作詞                 | 作曲・編曲 | 編曲             | 時間 |
| 1.                 | 「Get Wild」(※ E)                                               | 小室みつ子           | 小室哲哉   | 小室哲哉         | 4:01 |
| 2.                 | 「Get Wild ("FANKS CRY-MAX" Version)」(※ E)                     | 小室みつ子           | 小室哲哉   | 小室哲哉         | 5:35 |
| 3.                 | 「GET WILD '89」(※ E)                                           | 小室みつ子           | 小室哲哉   | ピート・ハモンド | 6:45 |
| 4.                 | 「Get Wild ("CAROL TOUR FINAL CAMP FANKS!! '89" Version)」(※ E) | 小室みつ子           | 小室哲哉   | ピート・ハモンド | 7:56 |
| 5.                 | 「Get Wild ("RHYTHM RED TMN TOUR" Version)」(※ E)               | 小室みつ子           | 小室哲哉   | 小室哲哉         | 6:29 |
| 6.                 | 「Get Wild ("tour TMN EXPO ARENA FINAL" Version)」(※ E)         | 小室みつ子           | 小室哲哉   | 小室哲哉         | 5:42 |
| 7.                 | 「Get Wild (techno overdub mix)」(※ E)                          | 小室みつ子           | 小室哲哉   | ピート・ハモンド | 6:36 |
| 8.                 | 「GET WILD '89 ("TMN final live LAST GROOVE" Version)」(※ E)    | 小室みつ子           | 小室哲哉   | ピート・ハモンド | 8:36 |
| 9.                 | 「GET WILD DECADE RUN」(※ S)                                    | 小室みつ子・小室哲哉 | 小室哲哉   | 小室哲哉         | 7:00 |
| 10.                | 「GET WILD ("LIVE EPIC 25" Version)」(※ E)                      | 小室みつ子           | 小室哲哉   | 小室哲哉         | 6:16 |
| 合計時間:          | 合計時間:                                                       | 合計時間:            | 合計時間:  | 64:56            |      |

| 全作詞: 小室みつ子、全作曲・編曲: 小室哲哉。 |                                                                   |            |            |       |
| #                                            | タイトル                                                          | 作詞       | 作曲・編曲 | 時間  |
| 1.                                           | 「Get Wild ("DOUBLE-DECADE "NETWORK" " Version)」(※ Y)            | 小室みつ子 | 小室哲哉   | 5:12  |
| 2.                                           | 「Get Wild ("DOUBLE-DECADE TOUR FINAL "NETWORK" " Version)」(※ Y) | 小室みつ子 | 小室哲哉   | 7:17  |
| 3.                                           | 「Get Wild ("REMASTER" Version)」(※ Y)                            | 小室みつ子 | 小室哲哉   | 7:04  |
| 4.                                           | 「Get Wild ("Incubation Period" Version)」(※ A)                   | 小室みつ子 | 小室哲哉   | 5:22  |
| 5.                                           | 「Get Wild ("FINAL MISSION -START investigation-" Version)」(※ A) | 小室みつ子 | 小室哲哉   | 6:41  |
| 6.                                           | 「Get Wild 2014」(※ A)                                            | 小室みつ子 | 小室哲哉   | 8:15  |
| 7.                                           | 「Get Wild 2014 ("the beginning of the end" Version)」(※ A)       | 小室みつ子 | 小室哲哉   | 12:04 |
| 8.                                           | 「Get Wild 2014 ("30th 1984〜 QUIT30" Version)」(※ A)             | 小室みつ子 | 小室哲哉   | 11:16 |
| 合計時間:                                    | 合計時間:                                                         | 63:11      |            |       |

| 全作詞: 小室みつ子、全作曲・編曲: 小室哲哉。 |                                                     |            |            |       |
| #                                            | タイトル                                            | 作詞       | 作曲・編曲 | 時間  |
| 1.                                           | 「Get Wild 2014 (“QUIT30 HUGE DATA” Version)」(※ A) | 小室みつ子 | 小室哲哉   | 19:19 |
| 2.                                           | 「Get Wild 2015 -HUGE DATA-」(※ A)                  | 小室みつ子 | 小室哲哉   | 11:13 |
| 3.                                           | 「Get Wild 2015 (“30th FINAL” Version)」(※ A)       | 小室みつ子 | 小室哲哉   | 27:11 |
| 合計時間:                                    | 合計時間:                                           | 57:43      |            |       |

| 全作曲: 小室哲哉。 |                                                          |                            |            |                                            |      |
| #                  | タイトル                                                 | 作詞                       | 作曲・編曲 | 編曲                                       | 時間 |
| 1.                 | 「Get Wild」(ビクター・ファンタスティック・オーケストラ) |                            | 小室哲哉   | ビクター・ファンタスティック・オーケストラ | 4:02 |
| 2.                 | 「Get Wild」(Dave Rodgers)                               | Dave Rodgers               | 小室哲哉   | Dave Rodgers                               | 6:22 |
| 3.                 | 「Get Wild」(小室みつ子)                                 | 小室みつ子                 | 小室哲哉   | 京田誠一                                   | 4:40 |
| 4.                 | 「Get Wild (CITY HUNTER SPECIAL’97 VERSION)」(NAHO)      | 小室みつ子                 | 小室哲哉   | 上杉洋史                                   | 3:50 |
| 5.                 | 「Get Wild」(玉置成実)                                   | 小室みつ子                 | 小室哲哉   | 小室哲哉                                   | 4:28 |
| 6.                 | 「Get Wild」(緒方恵美)                                   | 小室みつ子                 | 小室哲哉   | 河野陽吾                                   | 4:09 |
| 7.                 | 「Get Wild」(超新星)                                     | 小室みつ子・Kanata Okajima | 小室哲哉   | 鈴木ヒロト                                 | 4:21 |
| 8.                 | 「Get Wild」(globe)                                      | 小室みつ子                 | 小室哲哉   | 小室哲哉                                   | 4:46 |
| 9.                 | 「Get Wild」(Clementine)                                 | クレモンティーヌ           | 小室哲哉   | クレモンティーヌ                           | 4:29 |
| 10.                | 「Get Wild」(H ZETT M)                                   |                            | 小室哲哉   | H ZETT M                                   | 4:30 |
| 11.                | 「Get Wild」(Purple Days)                                | 小室みつ子                 | 小室哲哉   | 小室哲哉                                   | 4:16 |
| 12.                | 「GET WILD (2017 TK REMIX)」(小室哲哉)                   | 小室みつ子                 | 小室哲哉   | 小室哲哉                                   | 6:59 |
| 13.                | 「GET WILD (Takkyu Ishino Latino Acid Remix)」(石野卓球) | 小室みつ子                 | 小室哲哉   | 石野卓球                                   | 7:18 |
| 14.                | 「GET WILD (SICK INDIVIDUALS Remix)」(Sick Individuals)  | 小室みつ子                 | 小室哲哉   | Sick Individuals                           | 5:03 |
| 15.                | 「GET WILD (Dave Rodgers Remix)」(Dave Rodgers)          | 小室みつ子                 | 小室哲哉   | Dave Rodgers                               | 4:34 |
| 合計時間:          | 合計時間:                                                | 合計時間:                  | 合計時間:  | 73:47                                      |      |

### mu-moショップ オリジナル特典 SPECIAL CD
| 全作詞: 小室みつ子、全作曲・編曲: 小室哲哉。 |                                               |            |            |       |
| #                                            | タイトル                                      | 作詞       | 作曲・編曲 | 時間  |
| 1.                                           | 「GET WILD 2016 TK LIVE @YOKOHAMA ARENA MIX」 | 小室みつ子 | 小室哲哉   | 10:45 |
| 合計時間:                                    | 合計時間:                                     | 10:45      |            |       |

## 収録曲解説

### Disc1
1. Get Wild ※ E
10thシングル。
2. Get Wild ("FANKS CRY-MAX" Version) ※ E
ライブ『TM NETWORK FANKS CRY-MAX (1987年6月24日 日本武道館)』からの音源で、ライブビデオ『FANKS the LIVE 1 FANKS CRY-MAX』及びアルバム『ALL the "Get Wild" ALBUM』にも収録されている。
3. GET WILD '89 ※ E
19thシングル。
4. Get Wild ("CAROL TOUR FINAL CAMP FANKS!! '89" Version) ※ E
ライブツアー『TM NETWORK CAROL TOUR FINAL CAMP FANKS!! '89 (1989年8月29日 横浜アリーナ)』からの音源で、ライブアルバム『TMN COLOSSEUM I』及び『ALL the "Get Wild" ALBUM』に収録されているバージョン。なお、『ALL the "Get Wild" ALBUM』では『"COLOSSEUM I" Version』であったが、今回『"CAROL TOUR FINAL CAMP FANKS!! '89" Version』に『再』改称されている。
5. Get Wild ("RHYTHM RED TMN TOUR" Version) ※ E
ライブツアー『RHYTHM RED TMN TOUR (1991年2月22日 仙台イズミティ21)』からの音源で、限定BOX『GROOVE GEAR 1984-1994』にも収録されている。ちなみに『WORLD'S END II Rhythm Red Live』に収録されているものは、1991年3月10日の代々木第一体育館からの音源であり、収録日が異なっている。
6. Get Wild ("tour TMN EXPO ARENA FINAL" Version) ※ E
ライブ『TOUR TMN EXPO FINAL CRAZY 4 YOU (1992年4月12日 横浜アリーナ)』からの音源で、ライブビデオ『EXPO ARENA FINAL』及びアルバム『ALL the “Get Wild” ALBUM』にも収録されている。
7. Get Wild (techno overdub mix) ※ E
リミックスアルバム『TMN CLASSIX 1』に収録されているバージョン。
8. GET WILD '89 ("TMN final live LAST GROOVE" Version) ※ E
ライブ『TMN 4001 DAYS GROOVE (1994年5月18日 東京ドーム)』からの音源で、ライブビデオ及びライブアルバム『TMN final live LAST GROOVE 5.18』にも収録されている。
9. GET WILD DECADE RUN ※ S
29thシングル。
10. GET WILD ("LIVE EPIC 25" Version) ※ E
ライブ『LIVE EPIC 25 (2003年2月23日 代々木第一体育館)』からの音源で、ライブDVD『LIVE EPIC 25』にも収録されている。初CD化。

### Disc2
1. Get Wild ("DOUBLE-DECADE "NETWORK" " Version) ※ Y
ライブ『TM NETWORK DOUBLE-DECADE "NETWORK" in YOKOHAMA ARENA (2004年4月21日 横浜アリーナ)』からの音源で、ライブDVD『DOUBLE-DECADE TOUR "NETWORK"』にも収録されている。初CD化。
2. Get Wild ("DOUBLE-DECADE TOUR FINAL "NETWORK" " Version) ※ Y
ライブ『DOUBLE-DECADE TOUR FINAL "NETWORK" in NIPPON BUDOKAN (2004年6月24日 日本武道館)』からの音源で、ライブDVD『DOUBLE-DECADE TOUR "NETWORK"』にも収録されている。初CD化。
3. Get Wild ("REMASTER" Version) ※ Y
ライブツアー『TM NETWORK -REMASTER- (2007年12月3日 日本武道館)』からの音源で、ライブDVD『TM NETWORK -REMASTER- at NIPPON BUDOKAN 2007』にも収録されている。初CD化。
4. Get Wild ("Incubation Period" Version) ※ A
ライブ『TM NETWORK CONCERT -Incubation Period- (2012年4月25日 日本武道館)』からの音源で、ライブDVD及びライブBlu-ray『TM NETWORK CONCERT -Incubation Period-』にも収録されている。初CD化。
5. Get Wild ("FINAL MISSION -START investigation-" Version) ※ A
ライブ『TM NETWORK FINAL MISSION -START investigation- (2013年7月20日 さいたまスーパーアリーナ)』からの音源で、ライブDVD及びライブBlu-ray『TM NETWORK FINAL MISSION -START investigation-』にも収録されている。初CD化。
6. Get Wild 2014 ※ A
リミックスアルバム『DRESS2』に収録されているバージョン。
7. Get Wild 2014 ("the beginning of the end" Version) ※ A
ライブツアー『TM NETWORK 30th 1984〜 the beginning of the end (2014年5月20日 東京国際フォーラム ホールA』からの音源で、ライブDVD及びライブBlu-ray『TM NETWORK 30th 1984〜 the beginning of the end』にも収録されている。初CD化。
8. Get Wild 2014 ("30th 1984〜 QUIT30" Version) ※ A
ライブツアー『TM NETWORK 30th 1984〜 QUIT30 (2014年12月10日 東京国際フォーラム ホールA)』からの音源で、ライブBlu-ray『TM NETWORK 30th 1984〜 QUIT30 HUGE DATA』の初回限定盤にも収録されている。初CD化。

### Disc3
1. Get Wild 2014 (“QUIT30 HUGE DATA” Version) ※ A
ライブツアー『TM NETWORK 30th 1984〜 QUIT30 HUGE DATA (2015年2月8日 さいたまスーパーアリーナ)』からの音源で、ライブDVD及びライブBlu-ray『TM NETWORK 30th 1984〜 QUIT30 HUGE DATA』にも収録されている。初CD化。
2. Get Wild 2015 -HUGE DATA- ※ A
41stシングル。
3. Get Wild 2015 (“30th FINAL” Version) ※ A
ライブ『TM NETWORK 30th FINAL (2015年3月22日 横浜アリーナ)』からの音源で、ライブDVD及びライブBlu-ray『TM NETWORK 30th FINAL』にも収録されている。初CD化。

### Disc4
1. Get Wild / ビクター・ファンタスティック・オーケストラ
ビクター・ファンタスティック・オーケストラのアルバム『小室哲哉/木根尚登 (TMネットワーク)作品集』に収録。
2. Get Wild / Dave Rodgers
デイヴ・ロジャースのアルバム『TMN SONG MEETS DISCO STYLE』に収録。ロジャースによる英語詞となっている。
3. Get Wild / 小室みつ子
小室みつ子の8thアルバム『SIMPLE DREAMS』に収録。
4. Get Wild (CITY HUNTER SPECIAL’97 VERSION) / NAHO
1997年に放送された『シティーハンター』のテレビスペシャル第2作・『グッド・バイ・マイ・スイート・ハート』エンディングテーマとして使用。
5. Get Wild / 玉置成実
玉置成実の9thシングル。
6. Get Wild / 緒方恵美
緒方恵美のカバーアルバム『アニメグ。』に収録。
7. Get Wild / 超新星
超新星の8thシングル両A面曲。
8. Get Wild / globe
globeのベストアルバム『15YEARS -BEST HIT SELECTION-』に収録。なお、このバージョンは当初、2008年11月26日にシングルとして発売される予定だった。
9. Get Wild / Clementine
クレモンティーヌのアニメソングカバーアルバム『続 アニメンティーヌ』に収録。仏語詞となっている。
10. Get Wild / H ZETT M
H ZETT Mのコンセプト・アルバム『3D-PIANO ANIME Theater!』に収録。
11. Get Wild / Purple Days
Purple Daysのアルバム『SERENDIPITY』に収録。
12. GET WILD (2017 TK REMIX) / 小室哲哉
2017年3月8日にリリースされた配信シングル。小室によるリミックスで歌唱は本家（=TM NETWORK）。
13. GET WILD (Takkyu Ishino Latino Acid Remix) / 石野卓球
石野卓球によるリミックスでこちらも歌唱は本家。
14. GET WILD (SICK INDIVIDUALS Remix) / Sick Individuals（英語版）
シック・インディヴィジュアルズによるリミックスでこちらも歌唱は本家。
15. GET WILD (Dave Rodgers Remix) / Dave Rodgers
２曲目と同じくデイヴ・ロジャースによるリミックスとなってるが、２曲目とは異なりこちらの歌唱は本家。

## GET WILD - 2017年12インチ・レコード盤
2017年4月12日にはソニー・ミュージックダイレクトのレーベルGREAT TRACKSより30周年記念企画盤として12インチ・アナログレコードによる再発盤(MHJL 15)が収録曲を変更した上で発売された。

### 収録楽曲
- 45 RPM

1. Side A：GET WILD
2. Side A：GET WILD '89
3. Side B：GET WILD（techno overdub mix)
4. Side B：GET WILD（Original Single Back Track)

## GET WILD 30th Anniversary Collection - avex Edition
2017年5月3日にはエイベックスが版権を持っている楽曲をまとめた『GET WILD 30th Anniversary Collection - avex Edition』が配信された。アルバム収録曲だけでなく、収録が見送られたバージョンやカバーなども多く収録が行われ、この配信によって初配信となる曲もある。

### 収録曲
- ●…『GET WILD SONG MAFIA』未収録曲。

1. Get Wild ("Incubation Period" Version)［2012／4／25 日本武道館］
2. Get Wild ("FINAL MISSION -START investigation-" Version)［2013／7／20 さいたまスーパーアリーナ］
3. GET WILD (2013 SUMMER) ●
  - 作詞：小室みつ子　作曲・編曲：小室哲哉

小室哲哉の配信アルバム『DEBF EDM 2013 SUMMER』に収録。本作では新作のイントロがカットされている。
4. Get Wild 2014
5. Get Wild 2014 ("the beginning of the end" Version)［2014／5／20 東京国際フォーラム］
6. Get Wild 2014 ("30th 1984～ QUIT30" Version)［2014／12／10 東京国際フォーラム］
7. Get Wild 2014 ("QUIT30 HUGE DATA" Version)［2015／2／8 さいたまスーパーアリーナ］
8. Get Wild 2015 -HUGE DATA-
9. Get Wild 2015 ("30th FINAL" Version)［2015／3／22 横浜アリーナ］
10. Get Wild / Dave Rodgers
11. Get Wild (GET WILD MEETS TECHNO STYLE Version) / Dave Rodgers ●
  - 作詞：Dave Rodgers　作曲：小室哲哉　編曲：Dave Rodgers

Dave Rodgersのアルバム『GET WILD MEETS TECHNO STYLE』に収録。
12. Get Wild / 桃井はるこ ●
  - 作詞：小室みつ子　作曲：小室哲哉　編曲：斎藤真也

桃井はるこのアルバム『Sunday early morning』の初回限定盤にボーナス・トラックとして収録。
13. Get Wild / globe
14. Get Wild / Purple Days
15. GET WILD '89 [2012／8／11 FREEDOMMUNE 0] / TETSUYA KOMURO ●
  - 作詞：小室みつ子　作曲・編曲：小室哲哉

小室哲哉のアルバム『DEBF3』に収録。
16. Get Wild (Metal Machine mix) / globe ●
  - 作詞：小室みつ子　作曲・編曲：小室哲哉

globeのリミックスアルバム『GDM』に収録。
17. Get Wild (2016 Remode 2) / globe ●
  - 作詞：小室みつ子　作曲・編曲：小室哲哉

globeのリミックスアルバム『Remode 2』に収録。
18. GET WILD 2017 TK REMIX
19. GET WILD (Takkyu Ishino Latino Acid Remix)
20. GET WILD (SICK INDIVIDUALS Remix)
21. GET WILD (Dave Rodgers Remix)
22. GET WILD (Takkyu Ishino Latino Remix) ●
  - 作詞：小室みつ子　作曲：小室哲哉　編曲：石野卓球

石野卓球による2度目のリミックス。1度目のリミックス"Takkyu Ishino Latino Acid Remix”とどちらをCDアルバムに収録するか最後まで悩んだ1曲[14]。

## GET WILD 2017 TK REMIX - GET WILD Takkyu Ishino Latino Remix
2017年6月21日には小室哲哉による3月8日に配信でリリースされていた最新リミックスと、石野卓球によるCDアルバム未収録の2度目のリミックスがavex trax / JET SETよりTM NETWORK名義のアナログレコード(AQJ1-77306)としてリリース。なお、2024年5月18日発売スポニチプレミアム新聞掲載のシングル一覧では本作タイトルを「GET WILD 2017」としている。

### 収録楽曲
- 33 ⅓R.P.M

1. Side A：GET WILD 2017 TK REMIX
2. Side B：GET WILD(Takkyu Ishino Latino Remix)

## GET WILD Takkyu Ishino Remix
2017年9月17日、石野卓球が自身がDJで使うように「頼まれてないのに」3度目のリミックスとなるGET WILD (Takkyu Ishino Full Acid Remix)を制作、インストと共に配信リリース。2017年11月1日にはTOYOKASEIよりTM NETWORK名義のアナログレコード(TYO12S-1002)としてリリース、CDアルバムで発表した1度目のリミックスも収録された。

### 収録楽曲
- SIDE A （45 r.p.m）

1. GET WILD (Takkyu Ishino Full Acid Remix)

- SIDE B （33 ⅓ r.p.m）

1. GET WILD (Takkyu Ishino Full Acid Remix)[Instrumental]
2. GET WILD (Takkyu Ishino Latino Acid Remix)

## GET WILD - 2023 REMASTER EP
2023年より4月8日を「Get Wildの日」とすることが一般社団法人日本記念日協会によって正式に認定されたのにあわせ、2017年12インチ・レコード盤収録内容でのリマスターがデジタルリリースされた。